# Кубок LG по футболу 2002
Кубок LG 2002 — 8-й розыгрыш международного товарищеского футбольного турнира под названием Кубок LG, проходивший с 17 по 19 мая 2002 года в Москве, Россия. Победителем турнира стала сборная Беларуси, обыгравшая в финале Украину (2:0). В матче за третье место Россия уступила Югославии (1:1, 5:6 по пенальти).
Финальный матч транслировался в эфире ОРТ, а остальные три матча показывались телеканалом 7ТВ.

## Подготовка и организация
Впервые о проведении турнира стало известно в декабре 2001 года, когда его анонсировали под названием «Кубок наций». После того, как спонсором сборной России по футболу стала южнокорейская компания LG Electronics турнир стал именоваться «Кубком LG». Приглашение на турнир Российский футбольный союз направил сборным Польши, Хорватии, Парагвая, Уругвая и Турции. Тем не менее в итоге к хозяевам присоединились Беларусь, Украина и Югославия.
Соревнование являлось подготовительным этапом подготовки российской сборной накануне чемпионата мира 2002 года в Японии и Южной Кореи, который начался спустя неделю после окончания Кубка LG.
Жеребьёвка турнира состоялась в марте 2002 года и по её результатом определились две полуфинальные пары: Украина — Югославия и Россия — Беларусь.
Все матчи турнира проходили на стадионе «Динамо», однако первоначально в качестве главной арены турнира рассматривались московские «Локомотив» или «Лужники».

## Ход турнира
В матчах кубка участникам было разрешено проводить более трёх замен для возможности проверить в игре как можно большее число футболистов. Российская команда для участия в турнире задействовала 27 игроков.
Сборные Беларуси и Югославии прибыли на турнир в сильнейшем составе. Главный тренер Деян Савичевич взял на турнир 24 игрока. Тем не менее из-за травм прибыть в Россию не смогли югославские футболисты Джорович, Стефанович, Дуляй, Бошкович и Васкович.
Украина во главе с Леонидом Буряком прибыла на Кубок LJ без своего лидера Андрея Шевченко, который был задействован в выставочных матчах «Милана». Кроме того по различным причинам выбыли Олег Лужный, Геннадий Зубов, Анатолий Тимощук и Владислав Ващук. Всего в Москву отправилось 23 украинских футболиста. Перед вылетом из Киева игроки присутствовали на церемонии прощания с украинским тренером Валерии Лобановском из-за чего время вылета было перенесено на вечер.
|  | Полуфинал   | Полуфинал |                   |       | Финал | Финал |
|  |             |           |                   |       |       |       |
|  | 17 мая 2002 |           |                   |       |       |       |
|  |             |           |                   |       |       |       |
|  | Украина     | 2         |                   |       |       |       |
|  | Украина     | 2         | 19 мая 2002       |       |       |       |
|  | Югославия   | 0         |                   |       |       |       |
|  | Югославия   | 0         | Беларусь          | 2     |       |       |
|  | 17 мая 2002 |           | Беларусь          | 2     |       |       |
|  |             | Украина   | 0                 |       |       |       |
|  | Россия      | Украина   | 0                 | 1 (4) |       |       |
|  | Россия      |           |                   | 1 (4) |       |       |
|  | Беларусь    | 1 (5)     |                   |       |       |       |
|  | Беларусь    | 1 (5)     | Матч за 3-е место |       |       |       |
|  |             |           |                   |       |       |       |
|  | 19 мая 2002 |           |                   |       |       |       |
|  |             |           |                   |       |       |       |
|  | Россия      | 1 (5)     |                   |       |       |       |
|  | Россия      | 1 (5)     |                   |       |       |       |
|  | Югославия   | 1 (6)     |                   |       |       |       |

Матч открытия турнира между Украиной и Югославией начался с минуты молчания в память о погибшем Лобановском. Благодаря голам Попова и Мусолитина украинцы одержали победу и вышли в финал. По словам Буряка главной задачей для него было вывести подопечных из тяжёлого психологического состояния, в котором они оказались после смерти Лобановского.
Основное время второго полуфинала между Россией и Беларусью, благодаря голам Соломатина и Белькевича, завершилось вничью — 1:1. Серия пенальти окончилась после отражённого Тумиловичем удара россиянина Пименова и успешно реализованного пробития 11-метрового от Ковбы. Данное поражение стало четвёртым к ряду матчем для подопечных Олега Романцева, где Россия не смогла одержать победу. Кроме того, матч стал дебютом в национальной команде для Аршавина, Лактионова, Пименова и Семшова. Матч российской команды посетил руководитель Госкомспорта Вячеслав Фетисов.
В матче за третье место хозяева вновь сразились в серии пенальти. Победный гол забил югослав Миркович, после промаха Ковтуна. Провал российской сборной был негативно оценен болельщиками, которые освистали капитана Виктора Онопко и местными СМИ, которые оценили выступление как провал и отметили, что команда проиграла командам, которые не являются участниками предстоящего мундиаля. Игра также ознаменовалась тем, что на 3-й минуте капитан россиян Александр Мостовой вынужден был покинуть поле из-за нелепой травмы: на первой минуте игры он, пытаясь сохранить вылетавший мяч в аут, вылетел с газона на тартановую дорожку. Врачи диагностировали у него микронадрыв мышц задней поверхности бедра — из-за этой травмы он так и не сыграл ни одного матча на чемпионате мира, хотя был включён в заявку.
На финальную игру сумел прибыть Андрей Шевченко, но в качестве игрока он не выступил, а сделал символический первый удар. Исход встречи решился во втором тайме, когда в ворота Украины мячи отправили Белькевич и Глеб. Таким образом команда Эдуарда Малофеева стала победителем турнира и добыла свою первую победу над Украиной в истории в пятом матче в истории сборных. Спустя 15 лет издание Football.ua включило поражение от белорусов в финале Кубка LG в число худших игр украинской национальной команды.
Общий призовой фонд турнира составил 150 тысяч долларов. Победителю досталось 60 тысяч долларов, занявшей второе место — 40 тысяч, третье — 30 тысяч и четвёртое — 20 тысяч долларов.

## Результаты

### Полуфинал
| Украина                   | 2 : 0 | Югославия |
| ------------------------- | ----- | --------- |
| Попов 27′ · Мусолитин 78′ |       | Ковачевич |

| Украина: Александр Шовковский, Дмитрий Парфенов (Виктор Скрипник 73), Андрей Несмачный, Сергей Фёдоров, Владислав Ващук (к), Андрей Гусин, Сергей Попов (Александр Зотов 46), Сергей Кормильцев (Александр Поклонский 65), Сергей Шищенко (Владимир Мусолитин 46), Сергей Ребров (Максим Калиниченко 82), Андрей Воробей (Сергей Скаченко 83). Югославия: Драгослав Еврич, Зоран Миркович, Бобан Дмитрович (Ивица Драгутинович 46), Горан Гавранчич (Ненад Брнович 46), Младен Крстаич, Никола Лазетич (Огнен Короман 68), Саша Илич (Марьян Маркович 75), Саво Милошевич (Дарко Ковачевич 46), Предраг Джорджевич (Владимир Ивич 46), Синиша Михайлович (к), Матея Кежман (Михайло Пьянович 75). |

| Россия                                                                          | 1 : 1 | Беларусь                                                                            |
| ------------------------------------------------------------------------------- | ----- | ----------------------------------------------------------------------------------- |
| Соломатин 28′ (пен.)                                                            |       | Белькевич 15′                                                                       |
| Пенальти                                                                        |       |                                                                                     |
| - Хохлов - Никифоров - Семшов - Семак - Соломатин - Каряка - Аленичев - Пименов | 4 : 5 | - Кульчий - Штанюк - Белькевич - Ромащенко - Глеб - Островский - Омельянчук - Ковба |

| Россия: Руслан Нигматуллин, Андрей Соломатин, Игорь Чугайнов (к), Вячеслав Даев (Юрий Никифоров 46), Дмитрий Сенников, Андрей Аршавин (Дмитрий Аленичев 63), Омари Тетрадзе (Дмитрий Хохлов 46), Игорь Семшов, Денис Лактионов (Андрей Каряка 46), Руслан Пименов, Александр Кержаков (Сергей Семак 63). Беларусь: Геннадий Тумилович, Сергей Гуренко (к; Сергей Омельянчук 75), Андрей Островский, Владимир Шунейко (Александр Храпковский 72), Сергей Штанюк, Максим Ромащенко, Александр Кульчий, Александр Хацкевич (Денис Ковба 73), Александр Глеб, Валентин Белькевич, Виталий Кутузов (Виталий Володенков 60). |

### Матч за 3-е место
| Россия                                                               | 1 : 1 | Югославия                                                                |
| -------------------------------------------------------------------- | ----- | ------------------------------------------------------------------------ |
| Сычёв 87′                                                            |       | Ковачевич 54′                                                            |
| Пенальти                                                             |       |                                                                          |
| - Карпин - Аленичев - Онопко - Сычёв - Никифоров - Кержаков - Ковтун | 5 : 6 | - Пьянович - Джорджевич - Короман - Милошевич - Кежман - Илич - Миркович |

| Россия: Руслан Нигматуллин, Юрий Ковтун, Андрей Соломатин (Дмитрий Сенников 62), Алексей Смертин, Юрий Никифоров, Марат Измайлов (Александр Кержаков 46), Виктор Онопко (к), Валерий Карпин, Егор Титов (Дмитрий Хохлов 62), Александр Мостовой (Игорь Семшов 3; Дмитрий Аленичев 79), Владимир Бесчастных (Дмитрий Сычёв 46). Югославия: Драгослав Еврич, Зоран Миркович, Ивица Драгутинович, Ненад Брнович (Горан Гавранчич 60), Младен Крстаич (Саша Илич 88), Ненад Дзодич, Предраг Миятович (к; Саво Милошевич 71), Деян Станкович (Предраг Джорджевич 73), Владимир Ивич (Никола Лазетич 46; Михайло Пьянович 91), Дарко Ковачевич (Матея Кежман 75), Марьян Маркович (Огнен Короман 46). |

### Финал
| Беларусь                 | 2 : 0 | Украина |
| ------------------------ | ----- | ------- |
| Белькевич 48′ · Глеб 63′ |       |         |

| Беларусь: Геннадий Тумилович, Александр Кульчий (Денис Ковба 51), Андрей Островский, Владимир Шунейко, Сергей Штанюк, Сергей Гуренко (к; Сергей Яскович 90+2), Александр Хацкевич (Виталий Кутузов 80), Валентин Белькевич, Максим Ромащенко (Сергей Омельянчук 83), Александр Глеб (Виталий Володенков 88), Александр Храпковский. Украина: Александр Шовковский, Юрий Дмитрулин (Сергей Задорожный 80), Андрей Несмачный, Александр Головко (к), Владислав Ващук (Виктор Скрипник 61), Сергей Фёдоров, Андрей Воробей (Александр Зотов 77), Сергей Ребров (Сергей Кормильцев 56), Максим Калиниченко, Андрей Гусин (Сергей Попов 70), Владимир Мусолитин (Сергей Шищенко 61). |

## Итоговая таблица
| № | Команда   | И | В | Н | П | ЗМ | ПМ | РМ | Оч |
| - | --------- | - | - | - | - | -- | -- | -- | -- |
| 1 | Беларусь  | 2 | 1 | 1 | 0 | 3  | 1  | 2  | 4  |
| 2 | Украина   | 2 | 1 | 0 | 1 | 2  | 2  | 0  | 3  |
| 3 | Югославия | 2 | 0 | 1 | 1 | 1  | 3  | -2 | 1  |
| 4 | Россия    | 2 | 0 | 2 | 0 | 2  | 2  | 0  | 2  |

## Лучшие бомбардиры
2 гола
- Валентин Белькевич

1 гол
- Александр Глеб
- Дарко Ковачевич
- Дмитрий Сычёв
- Андрей Соломатин
- Сергей Попов
- Владимир Мусолитин